# Karl Kahler

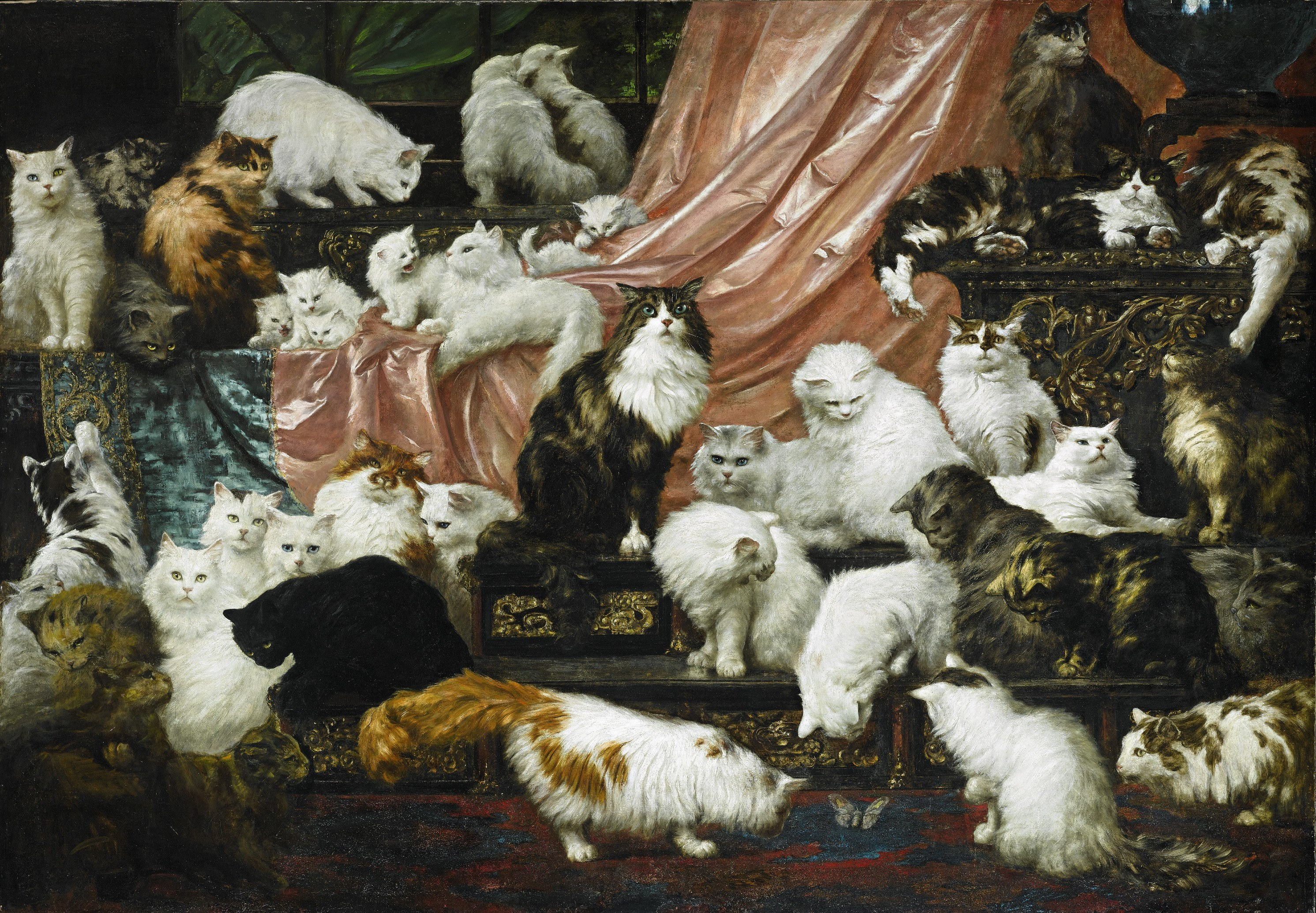
My Wife’s Lovers, 1891

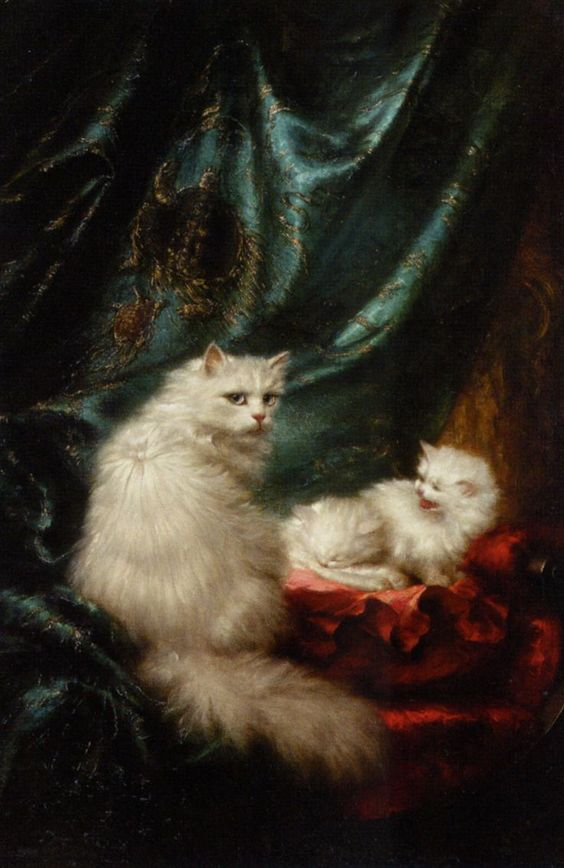
Salonkatzen

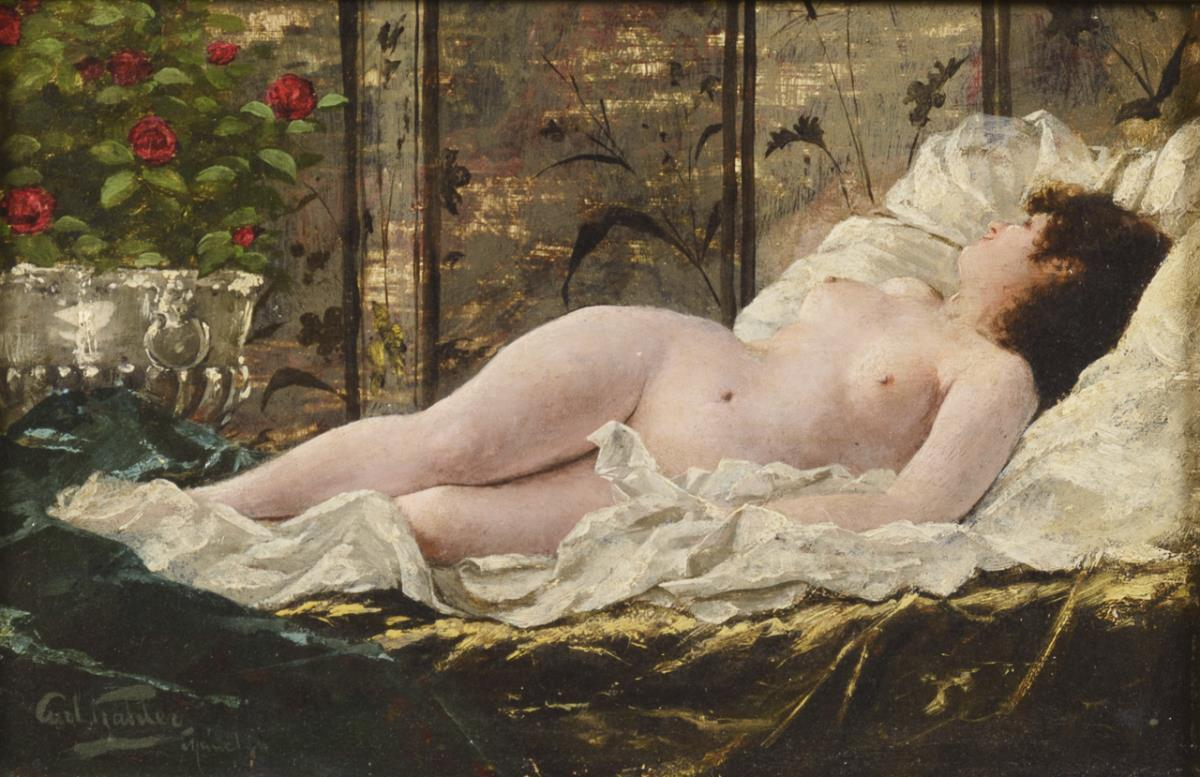
Liegender Akt

Karl Kahler (auch Carl, * 12. September 1856 in Linz; † 18. April 1906 in San Francisco) war ein österreichischer Genre- und Tiermaler. Sein Werk My Wife's Lovers gilt mit Maßen von 177,8.cm mal 258,4.cm als das größte Katzengemälde in Existenz und beinhaltet insgesamt 42 Katzen. Es erzielte 2015 auf einer Auktion  einen Preis von 826.000 US-Dollar.

## Leben
Kahler studierte seit dem 19. Oktober 1874 an der Königlichen Akademie der Künste in München bei Ludwig von Löfftz und Wilhelm von Lindenschmit dem Jüngeren. Nach dem Studienabschluss verbrachte er einige Zeit zu Studien in Paris, dann ließ er sich in München nieder.
Karl Kahler wurde bald als Katzenmaler bekannt. Er stellte von 1881 bis 1888 seine Werke in Berlin, München und Wien aus. 1885 wanderte er nach Australien aus und war bis 1890 in Melbourne tätig. Hier malte er drei Bilder des Melbourne Cup. Auf einem dieser Bilder – es trägt den Titel The Betting Ring – erscheint jede Person in der Menge als Einzelporträt.
Später siedelte er in die Vereinigten Staaten um. 1891 schuf er auf Bestellung von Kate Birdsall Johnson das Bild My Wife’s Lovers mit der Darstellung von 42 Katzen. Das Bild erreichte durch hohe Auflage als Kunstdruck eine große Bekanntheit.
Kahler ließ sich aber, ungeachtet seiner Hingabe zu Katzen, auch zu pornographischer Malerei hinreißen.
Karl Kahler starb im Alter von 49 Jahren als Opfer des Erdbebens von San Francisco.

## Werke
- Die Theaterloge (Die Königin der Saison), 1881
- Odaliske, 1882
- Zwei Damen mit Hund
- The Betting Ring
- The Cup Day, 1887
- The Derby Day, 1887
- My Wife’s Lovers, 1891, Öl auf Leinwand, 177,8 × 258,4 cm